# Dragonheart : La Bataille du cœur de feu
Série
Cœur de dragon 3 : La Malédiction du sorcier
(2015) Dragonheart : La Vengeance
(2020)
Pour plus de détails, voir Fiche technique et Distribution.
Dragonheart : La Bataille du cœur de feu (Dragonheart: Battle for the Heartfire) est un film d'aventure américain  réalisé par Patrik Syversen et sorti en 2017 directement en vidéo.
Il s'agit du quatrième opus de la saga Cœur de dragon.

## Synopsis
Le règne du roi Gareth touche à sa fin, il est temps pour Drago de retrouver l'héritier du trône… Mais il va être confronté à un problème, l'héritier n'est autre que deux jumeaux… Edric, un jeune homme prétentieux et à la force surhumaine et Mehgan, une jeune femme que tout le monde rejette. Tous deux prétendant au trône, un conflit mettra le royaume à feu et à sang pour savoir qui se retrouvera sur le trône.

## Fiche technique
Sauf indication contraire, les informations mentionnées dans cette section peuvent être confirmées par la base de données cinématographiques IMDb,  présente dans la section « Liens externes ».
- Titre : Dragonheart : La Bataille du cœur de feu
- Titre original : Dragonheart: Battle for the Heartfire
- Réalisation : Patrik Syversen
- Scénario : Matthew Feitshans, d'après les personnages créés par Patrick Read Johnson et Charles Edward Pogue
- Musique : Mark McKenzie
- Direction artistique : Vraciu Eduard Daniel
- Décors : Dan Toader, Alina Pentac et Mona Damian Ulmu
- Costumes : Oana Paunescu
- Photographie : Andreas Johannessen
- Son : Kyle O'Neal et Keith Rogers
- Montage : Charles Norris
- Production : Raffaella De Laurentiis

Production exécutive : Hester Hargett et Bogdan Moncea
Production associée : Matthew Feitshans
Directeur de studio : Share Stallings
- Sociétés de production[1] : Universal 1440 Entertainment et Castel Film Romania
- Sociétés de distribution[1] : Universal Pictures Home Entertainment (UPHE) (Monde entier)
- Budget : n/a
- Pays d'origine :  États-Unis
- Langue originale : anglais
- Format[2] : couleur
- Genre : Action, aventure et fantasy
- Durée : 98 minutes
- Dates de sortie[3] :
  - États-Unis : 13 juin 2017 (sortie directement en vidéo)
  - France : 25 juillet 2017 (sortie directement en vidéo)
- Classification[4] :
  - États-Unis : PG-13 - Parents Strongly Cautioned  (Certaines scènes peuvent heurter les enfants de moins de 13 ans - Accord parental recommandé, film déconseillé aux moins de 13 ans) (Classé PG-13 pour violence).
  - France : Tous publics (Conseillé à partir de 8 ans)[5].

## Distribution
- Patrick Stewart : Drago (voix)
- Tom Rhys Harries (VF : Romain Altché) : Edric
- Jessamine-Bliss Bell : Meghan
- Tamzin Merchant : Queen Rhonu
- André Eriksen (VF : Eric Peter) : Thorgrim
- Richard Cordery (VF : Michel Voletti) : Earl Robert
- Martin Hutson : Osmund
- Delroy Brown : Conseiller Marrakech
- Turlough Convery : Walter
- Lewis Mackinnon  : Joueur
- Marte Cristensen : Sable
- Orjan Gamst : Krokr
- Daniel Berge Halvorsen : Hakon
- Stig Frode Henriksen : Leiknarr
- Elijah Ungvary : Spaki
- Alexandra Pirici : Lady Helga
- Mihnea Trusca : Bûcheron

 Source et légende : version française (VF) sur RS Doublage

## Production

### Tournage
Le château visible dans le film est celui de Hunedoara, en Transylvanie.

## Accueil

### Accueil critique
Aux États-Unis, le long-métrage a reçu un accueil critique plutôt favorable :
- Sur Internet Movie Database, il obtient un score défavorable de 5,3⁄10 sur la base de 2 071 critiques[7].

En France, les retours sont plus mitigés :
- Sur Allociné, il obtient une moyenne de 2,8⁄5 sur la base 6 critiques de la part des spectateurs[8].
- Sur SensCritique, il obtient une moyenne de 4,1⁄10 sur la base de 81 retours du public dont 2 coups de coeur et 29 envies[9].

## Éditions en vidéo
- Dragonheart : La Bataille du cœur de feu est sorti en : 
  - DVD et Blu-ray le 25 juillet 2017[5]
  - VàD le 20 mai 2017[5]